# العلاقات الآيسلندية المصرية
العلاقات الآيسلندية المصرية هي العلاقات الثنائية التي تجمع بين آيسلندا ومصر.

## مقارنة بين البلدين
هذه مقارنة عامة ومرجعية للدولتين:
| وجه المقارنة                                              | آيسلندا          | مصر           |
| --------------------------------------------------------- | ---------------- | ------------- |
| المساحة (كم2)                                             | 103.00 ألف       | 1.01 مليون    |
| عدد السكان (نسمة)                                         | 317.35 ألف       | 94.80 مليون   |
| الكثافة السكانية (ن./كم²)                                 | 3.08             | 93.86         |
| العاصمة                                                   | ريكيافيك         | القاهرة       |
| اللغة الرسمية                                             | اللغة الآيسلندية | اللغة العربية |
| العملة                                                    | كرونة آيسلندية   | جنيه مصري     |
| الناتج المحلي الإجمالي (بليون دولار)                      | 23.91 مليار      | 235.37 مليار  |
| الناتج المحلي الإجمالي (تعادل القوة الشرائية) بليون دولار | 15.79 مليار      | 998.67 مليار  |
| الناتج المحلي الإجمالي الاسمي للفرد دولار أمريكي          | 50.17 ألف        | 3.61 ألف      |
| الناتج المحلي الإجمالي للفرد دولار أمريكي                 | 46.55 ألف        |               |
| مؤشر التنمية البشرية                                      | 0.899            | 0.690         |
| رمز المكالمات الدولي                                      | +354             | +20           |
| رمز الإنترنت                                              | .is              | .eg، .مصر     |
| المنطقة الزمنية                                           | 00، أوروبا/لندن ‏ | ت ع م+02:00   |

## منظمات دولية مشتركة
يشترك البلدان في عضوية مجموعة من المنظمات الدولية، منها:
| علم المنظمة | اسم المنظمة                               | تاريخ انضمام آيسلندا | تاريخ انضمام مصر |
| ----------- | ----------------------------------------- | -------------------- | ---------------- |
|             | مؤسسة التنمية الدولية                     | 19 مايو 1961         | 26 أكتوبر 1960   |
|             | يونسكو                                    | 8 يونيو 1964         | 22 يناير 1947    |
|             | وكالة ضمان الاستثمار متعدد الأطراف        | 25 سبتمبر 1998       | 12 أبريل 1988    |
|             | الأمم المتحدة                             | 19 نوفمبر 1946       | 24 أكتوبر 1945   |
|             | الفريق المعني برصد الأرض                  | ?                    | فبراير 2005      |
|             | الاتحاد البريدي العالمي                   | ?                    | ?                |
|             | البنك الدولي للإنشاء والتعمير             | 27 ديسمبر 1945       | 27 ديسمبر 1945   |
|             | المنظمة الهيدروغرافية الدولية             | ?                    | 21 يونيو 1921    |
|             | الاتحاد الدولي للاتصالات                  | 1 أكتوبر 1906        | 9 ديسمبر 1876    |
|             | مؤسسة التمويل الدولية                     | 20 يوليو 1956        | 20 يوليو 1956    |
|             | المركز الدولي لتسوية المنازعات الاستشارية | 14 أكتوبر 1966       | 2 يونيو 1972     |
|             | منظمة التجارة العالمية                    | ?                    | 30 يونيو 1995    |
|             | منظمة الشرطة الجنائية الدولية             | ?                    | 7 سبتمبر 1923    |

## وصلات خارجية
- موقع وزارة الخارجية الآيسلندية
- موقع وزارة الخارجية المصرية